# Carlos María Domínguez (escritor)
Carlos María Domínguez (Buenos Aires, Argentina, 23 de abril de 1955) es un escritor, editor y periodista argentino. Vive en Montevideo, Uruguay, desde 1989.

## Periodismo
Domínquez se crio en Olivos. Elogiado precozmente por Eduardo Galeano, se inició como periodista en la revista Crisis de Buenos Aires, de la que fue secretario de redacción y director.
En Montevideo fue jefe de redacción del semanario Brecha, donde también colabora con las páginas literarias, y editor de las páginas literarias del semanario Búsqueda. También ejerce la crítica literaria en el Suplemento Cultural del diario El País.

### Obra
Es autor de una veintena de libros, en los géneros de novela, cuento, crónicas de viaje, biografías, y de dos obras de teatro: La incapaz y Polski.
- Pozo de Vargas (novela), Emecé, Buenos Aires, 1985.
- Bicicletas negras (novela), Arca, Montevideo, 1990.
- Construcción de la noche. La vida de Juan Carlos Onetti (biografía), Planeta, Buenos Aires, 1993; Lumen, Buenos Aires,2013
- La mujer hablada (novela), Cal y Canto, Montevideo, 1995.
- El bastardo. La vida de Roberto de las Carreras y su madre Clara (biografía), Cal y Canto, Montevideo, 1997.
- La confesión de Johnny (cuento), Ediciones de la Banda Oriental, Montevideo, 1998.
- El compás de oro (Entrevistas), Ediciones de la Gente, Buenos Aires, 1999.
- Tola Invernizzi. La rebelión de la ternura (biografía), Trilce, Montevideo, 2001.
- Delitos de amores crueles. Las mujeres uruguayas y la justicia (Crónicas), Alfaguara, Montevideo, 2001.
- Una joya por cada rata. Memorias de un asaltante de bancos (Crónicas), Cal y Canto, Montevideo, 2001.
- Tres muescas en mi carabina (novela), Alfaguara, Montevideo, 2002.
- La casa de papel (novela), Ediciones de la Banda Oriental, Montevideo, 2002.
- Escritos en el agua (Crónicas), Ediciones de la Banda Oriental, Montevideo, 2002.
- Historias del polvo y el camino (Crónicas), Ed. de la Gente, Buenos Aires, 2002.
- El norte profundo (Crónicas), Ediciones de la Banda Oriental, Montevideo, 2004.
- Mares baldíos (Cuentos), Eichborn, Frankfurt, 2005 (Wüste Meere).
- Las puertas de la tierra (Crónicas), Ediciones de la Banda Oriental, Montevideo, 2007.
- La costa ciega (novela), Mondadori, Buenos Aires, 2009.
- Cuando el río suena, Mondadori,Montevideo, 2012.
- 24 ilusiones por segundo : La historia de Cinemateca Uruguaya (Crónicas), Cinemateca Uruguaya, Montevideo, 2013.
- La breve muerte de Waldemar Hansen (novela), Mondadori, 2013.
- Mares baldíos (cuentos), Random House,Buenos Aires, 2014
- El idioma de la fragilidad (novela), Tusquets, 2017[2]
- Dura, fuerte y alocada. La historia del teatro El Galpón (Crónicas), Ediciones de la Banda Oriental, Montevideo, 2020.
- Viaje al río de la plata. Navegantes, contrabandistas y fugitivos (Crónicas), Tusquets, Montevideo, 2024.

## Traducciones
El traductor británico Nick Caistor vertió al inglés La casa de papel con el título The House of Paper. y los cuentos "Combustión" y "La confesión de Johnny" https://latinamericanliteraturetoday.org/2025/03/johnnys-confession/.
"La casa de papel" también fue traducida al alemán, al portugués, al francés, al holandés, al finlandés,  al italiano, al ruso, al checo,  al búlgaro, al serbio, al polaco, al lituano, al griego, al rumano, al israelí, al chino, al coreano, al indonesio, al macedonio, al turco, al árabe, al maratí y al iraní.
"La costa ciega" fue traducida al alemán, al holandés, al portugués, al griego, al turco, al checo y al italiano.
"La breve muerte de Waldemar Hansen" fue traducida al alemán, al chino y al turco.
"Mares baldíos" fue traducida al alemán.

## Premios
- 1995, Premio Bartolomé Hidalgo con su novela La mujer hablada .
- 2002, Premio de la Embajada de España en homenaje a Juan Carlos Onetti con Tres muescas en mi carabina,
- 2002, Premio Nacional de Ensayo con Escritos en el agua,
- 2002, Premio Lolita Rubial con La casa de papel, traducida a más de veinte idiomas.
- 2004, Premio Libro del mes de la ciudad de Darmstadt, Alemania,
- 2005, Premio de los Jóvenes Lectores de Viena, Austria.
- 2014, obtuvo la beca de creación Justino Zavala Muniz en el nivel superior, otorgada por el Ministerio de Educación y Cultura de Uruguay.

La mayoría de su obra está ambientada y publicada en ambas orillas del Río de la Plata, y sus libros han obtenido proyección internacional.